# Acanthoptura sericeicollis
Acanthoptura sericeicollis är en skalbaggsart som beskrevs av Holzschuh 1993. Acanthoptura sericeicollis ingår i släktet Acanthoptura och familjen långhorningar. Inga underarter finns listade i Catalogue of Life.